# Síťkovec dubový
Síťkovec dubový (Daedalea quercina) je nejedlá dřevokazná houba z čeledi troudnatcovitých. Vyskytuje se hojně na živém i mrtvém dřevě dubů, výjimečně i jiných listnáčů. Jedná se o nebezpečného škůdce dubového dřeva, ve kterém způsobuje rychle postupující hnědou hnilobu.

## Synonyma
- Agarico-suber daedaleum Paulet 1793
- Agaricus antiquus Willd. 1787
- Agaricus labyrinthiformis Bull. 1788
- Agaricus quercinus L. 1753
- Antrodia hexagonoides (Fr.) P. Karst. 1880
- Daedalea inzengae Fr. 1869
- Daedalea nigricans Pers. 1801
- Daedalea quercina f. hexagonoides (Fr.) Bondartsev 1953
- Daedaleites quercinus (L.) Mesch.
- Hexagonia minor Lázaro Ibiza 1916
- Lenzites quercina (L.) P. Karst. 1888
- Merulius quercinus (L.) Pers. 1794
- Striglia inzengae (Fr.) Kuntze 1891
- Striglia quercina (L.) Kuntze 1891
- Trametes hexagonoides Fr. 1872
- Trametes quercina (L.) Pilát 1939[1]

## EPPO kód

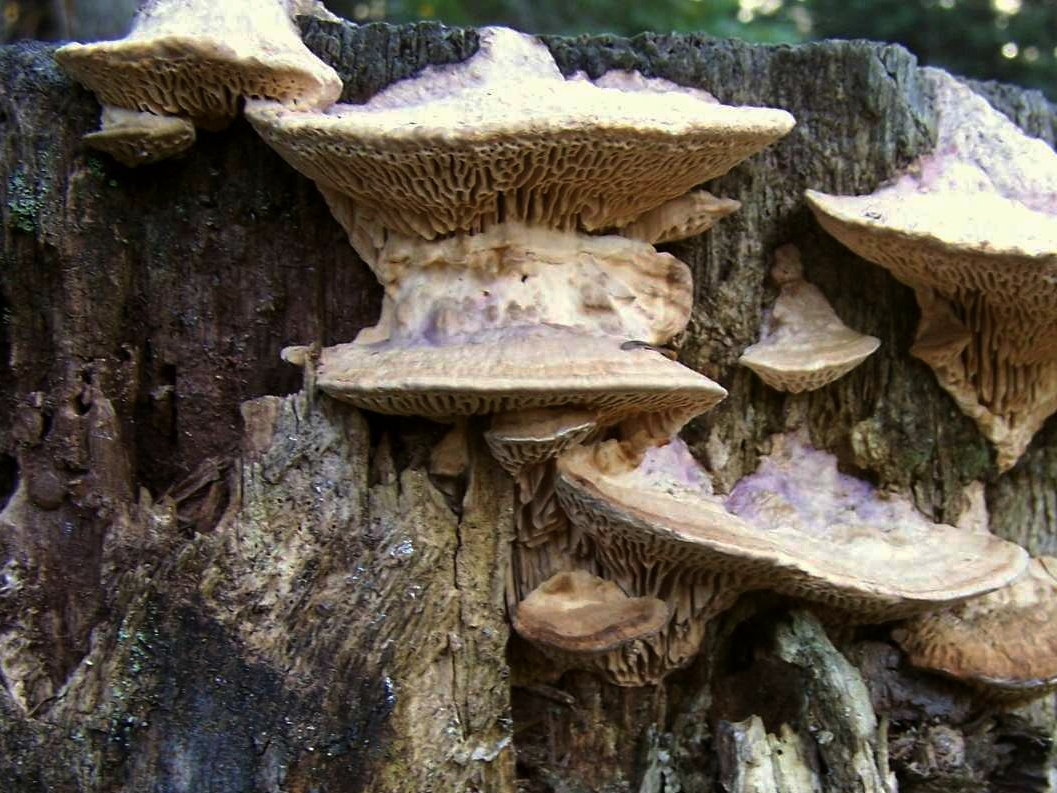

DAEDQU

## Zeměpisné rozšíření
Mírné pásmo Severní polokoule.

### Výskyt v Česku
V ČR běžný.

## Popis
Klobouk plodnice v horní části hrbolatý, v mládí plstnatý, později lysý, sklenutý až plochý, okrové až červenohnědé barvy, zespodu klobouk bílý až okrový. Rourky 1-2mm široké, formující se postupně v labyrinticky tvarované útvary. 

## Hostitel
Dub, ojediněle kaštanovník nebo jiné listnáče.

## Symptomy
Červená hniloba dřeva, plodnice na kmeni nebo větvích, vyrůstající z ran.

## Ekologie
Listnaté lesy.

## Význam
Plodnice je nejedlá. Ranový parazit. Snížení pevnosti dřeviny.